# ستيف غيلبرت
ستيف غيلبرت (بالإنجليزية: Steve Gilbert)‏ هو سياسي بريطاني، ولد في 6 نوفمبر 1976 في ترورو في المملكة المتحدة. حزبياً، نشط في الديمقراطيون الليبراليون. في انتخابات المملكة المتحدة لعام 2010، انتخب عضو برلمان المملكة المتحدة الـ55 عن دائرة St Austell and Newquay (UK Parliament constituency) ‏ وقد انضم خلال فترته النيابية ‏ (6 مايو 2010 – 30 مارس 2015)  للكتلة البرلمانية الديمقراطيون الليبراليون.

## وصلات خارجية
- الموقع الرسمي